# Артіцький район
Арті́цький район — колишній район у складі Вірменії, після адміністративної реформи 1995 року увійшов до складу марзи Ширак. На сьогодні використовується лише в статистичних цілях.
Адміністративний центр району — місто Артік.
Утворений 1930 року, був ліквідований в 1962-1964 роках.
Район поділявся на 1 міську раду (місто Артік) та 17 сільських рад: Айреняцька (Айреняц), Аріцька (Аріч), Голкатська (?), Єканларська (?), Мец-Мантаська (Мец-Манташ), Меграшенська (Меграшен), Норашенська (Норашен), Нор-Кянцька (Нор-Кянк), Оромська (Ором), Паніцька (Панік), Пемзашенська (Пемзашен), Покр-Парнінська (?), Сараландзька (Сараландж), Саратацька (Саратак), Спандарянська (Спандарян), Туфашенська (Туфашен), Ширванджуська (?).
| Населення Артіцького району                 | Населення Артіцького району | Населення Артіцького району | Населення Артіцького району | Населення Артіцького району |
| ------------------------------------------- | --------------------------- | --------------------------- | --------------------------- | --------------------------- |
| Рік                                         |                             |                             | Населення                   |                             |
| 1989                                        | 1989                        |                             | 33700                       | 33700                       |
| 2002                                        | 2002                        |                             | 31301                       | 31301                       |
| 2003                                        | 2003                        |                             | 31371                       | 31371                       |
| 2004                                        | 2004                        |                             | 31461                       | 31461                       |
| 2005                                        | 2005                        |                             | 31574                       | 31574                       |
| 2006                                        | 2006                        |                             | 31701                       | 31701                       |
| 2007                                        | 2007                        |                             | 31783                       | 31783                       |
| 2008                                        | 2008                        |                             | 31815                       | 31815                       |
| 2009                                        | 2009                        |                             | 32061                       | 32061                       |
| 2010                                        | 2010                        |                             | 32195                       | 32195                       |
| 2011                                        | 2011                        |                             | 32342                       | 32342                       |
| 2012                                        | 2012                        |                             | 32440                       | 32440                       |
| Джерело: Статистичні дані за 2002–2012 роки |                             |                             |                             |                             |